# Manuel Muñoz Rocha
Manuel Muñoz Rocha (Ciudad Victoria, Tamaulipas; 8 de diciembre de 1947) es un político mexicano quien, desde el 29 de septiembre de 1994 se encuentra en calidad de desaparecido.
Se desempeñó como diputado federal por el VII Distrito Electoral Federal de Tamaulipas por el Partido Revolucionario Institucional en la LV Legislatura del Congreso de la Unión de México.
Fue implicado y acusado formalmente del asesinato del secretario general de su partido, José Francisco Ruiz Massieu, el amigo más cercano del entonces presidente Carlos Salinas de Gortari (además de también ser su cuñado), que tuvo lugar el 28 de septiembre de 1994 en la Ciudad de México; tras lo cual Muñoz Rocha se le catalogó oficialmente como un fugitivo de la justicia, permaneciendo en calidad de desaparecido desde entonces, indefinidamente; aunque existen sólidos indicios de que huyó a Texas, en Estados Unidos.
Al ser imputado por la entonces Procuraduría General de la República como uno de los participantes del crimen, el Consejo Político Nacional del Partido Revolucionario Institucional (PRI) aprobó su expulsión del partido la cual se concretó el 19 de noviembre en su XXI sesión al tiempo que fue desaforado.
No se ha establecido su paradero hasta la fecha, aunque su familia siempre ha sostenido que murió poco después de su desaparición.

## Primeros años
Muñoz Rocha nació el 8 de diciembre de 1947 en Ciudad Victoria, Tamaulipas y curso sus estudios superiores en la Universidad Nacional Autónoma de México en la Ciudad de México, de donde se graduó como ingeniero civil. Ejerció dicha profesión pero finalmente llegó a la política y fue elegido como diputado representante del Distrito electoral federal 7 de Tamaulipas en la LV Legislatura del H. Congreso de la Unión, asumiendo el cargo el 1 de noviembre de 1991 hasta el 19 de noviembre de 1994 después de su expulsión de su partido y del Congreso.
Su carrera política se vio estancada tras tener aparentes roces con el secretario general de su partido, Francisco Ruiz Massieu.

## Papel en el asesinato de Ruiz Massieu
El 28 de septiembre de 1994 sucede en la Ciudad de México el asesinato a disparos de José Francisco Ruiz Massieu, el amigo más cercano del entonces presidente Carlos Salinas de Gortari (además de ser su ex cuñado), quien fungía como el secretario general del Partido Revolucionario Institucional
Dos días después del asesinato, el diputado federal Fernando Rodríguez González fue arrestado en Zacatecas y confesaría que el había contratado a los sicarios que ultimaron a Ruiz Massieu: Daniel Aguilar Treviño y su primo, a quienes dijo haber pagado $500,000 dólares (equivalente a $914,000 en 2021) para cometer el crimen. Rodríguez González también implico a Muñoz Rocha como autor intelectual. 
Muñoz Rocha habría sido supuestamente el encargado de pagar a los sicarios que realizaron el asesinato y su principal motivo fue aparentemente que Ruiz Massieu había causado el estancamiento de su carrera política al no apoyar sus ambiciones, y aunque Muñoz Rocha admitió que este había sido su principal motivo también existía la razón de que otros supuestos participantes en el complot lo habían inducido a participar con amenazas.
Con base a esto, el 8 de octubre de 1994, la PGR emite la orden de aprehensión por homicidio calificado, asociación delictuosa y señalándolo como uno de los autores intelectuales del asesinato de Ruiz Massieu. Muñoz fue declarado desaparecido en junio de 1999.
Sin embargo, Rocha ya había huido desde la misma noche del asesinato y no pudo ser arrestado.
El 4 de octubre de 1994, Muñoz Rocha envió una carta a la Procuraduría General de la República e hizo una llamada a la Cámara de Diputados admitiendo que las acusaciones en su contra eran verdaderas y que el había sido el autor intelectual pero dijo que la verdadera mente maestra del atentado había sido el antiguo funcionario Abraham Rubio Canales que había sido encarcelado en 1992 por fraude y robo de fondos públicos cuando trabajo en el estado de Guerrero y condenado a 14 años. Muñoz también pidió protección para sí mismo y para su familia de posibles ataques del Cartel del Golfo porque estos, a juicio de Muñoz, apoyaban a Rubio Canales; a cambio, Muñoz prometió proporcionar pruebas de todas sus acusaciones y revelar lo que supiera sobre los atentados; sin embargo, sus ofertas no fueron respondidas y jamás surgieron estas pruebas que alegaba tener.
El 19 de noviembre de 1994 el Partido Revolucionario Institucional lo expulsó formalmente del partido y la Cámara de Diputados aprobó su desafuero.

## Desaparición
La noche del asesinato de Ruiz Massieu, Muñoz acudió a casa de su hermana en la Ciudad de México donde se le notó agitado y nervioso, y al irse dejó a su esposa un cheque de caja por medio millón de pesos, que tras su desaparición las autoridades permitirían a su esposa cobrar. Fue la última vez en que su familia supuestamente lo vio con vida; esa misma noche Muñoz Rocha desapareció.
A pesar de esto su esposa Marcia Cano Valdés ha asegurado que Muñoz Rocha está muerto y que la última vez que pudo escuchar su voz fue el 29 de septiembre de 1994, un día después del asesinato de Ruiz Massieu.
Sin embargo, rumores afirman que se encuentra escondido en Estados Unidos (específicamente, fue visto en la ciudad de San Antonio y se creía que radicaba la ciudad de Brownsville, ambas en Texas) donde varias personas aseguraron haberlo visto y hablado con él en diversas ocasiones y el gobierno mexicano parece haber concluido lo mismo ya que solicitó su extradición al gobierno estadounidense.
Sin embargo, Humberto Hernández Haddad (que fue cónsul mexicano en San Antonio durante la presidencia de Carlos Salinas), afirma que el gobierno mexicano nunca estuvo realmente interesado en su detención; más aún, Hernández Haddad afirmó que él mismo recabó evidencias de la ubicación de Muñoz Rocha, gran parte enviada y confirmada como auténtica por autoridades estadounidenses del Departamento de Justicia de los Estados Unidos, la Corte Federal del Western District of Texas en dos expedientes SA94-CR516M, y SA94-CR377 ante el Magistrado Federal John W. Primomo, y el Servicio de Inmigración y Naturalización a partir del 19 de octubre de 1994 quienes además lo habrían detenido brevemente el 14 de octubre de 1994 en San Antonio cuando iba acompañado de Enrique Fuentes León (abogado del narcotraficante Juan García Abrego), pero que finalmente se vieron obligados a liberarlo cuando el gobierno mexicano no solicitó su extradición ya que les era imposible por cuestiones legales detener a alguien por más de un cierto período de tiempo si no se le han levantado cargos ni órdenes de aprehensión.
Hernández Haddad asegura haber transmitido esta información a la Secretaría de Relaciones Exteriores y la Procuraduría General de la República tras lo cual sufrió represalias políticas al ser destituido de su cargo y condenado oficialmente por sus superiores lo que esencialmente acabó con su carrera profesional como diplomático. Más aún, Hernández Haddad aseguraría que fue amenazado de muerte por el mismo Presidente Zedillo y el Secretario de Relaciones Exteriores, José Ángel Gurría y se le exigió que dejase de investigar la desaparición de Muñoz Rocha, por lo que denunció las amenazas de Zedillo y Gurría en la vía penal.
Hernández Haddad presentó documentos oficiales y una narrativa de las afirmaciones que tuvieron lugar durante su administración consular, de 1989 a 1995, en dos libros publicados en 2014  y en 2017. Las autoridades mexicanas sin embargo, niegan que hayan dejado de buscar a Muñoz Rocha y aseguran que lo buscarán por siempre y que lo encontraran "tarde o temprano" y "vivo o muerto", mientras que la Secretaría de Relaciones Exteriores aún se niega a dar detalles de la búsqueda.

## Estatus actual
En 2009 declararon prescrita la orden de aprehensión girada contra Muñoz Rocha incluyendo su orden de búsqueda en la Interpol, por lo que ya no sería arrestado por los cargos que tenía pendientes aún si fuera encontrado.
A pesar de esto, Muñoz Rocha no ha resurgido públicamente y no se sabe con certeza qué sucedió con él.

## LIX Legislatura del H. Congreso de la Unión
Diputado federal en la LV Legislatura del H. Congreso de la Unión. Durante el período 1991 al 1994. Donde formó parte de las siguientes comisiones:
- Secretaría de la Comisión de Recursos Hidráulicos.
- Integrante de la Comisión de Ganadería.
- Integrante de la Comisión de Reforma Agraria.
- Integrante de la Comisión de Asuntos Fronterizos.
- Integrante de la Comisión de Fomento Cooperativo.
- Integrante de la Comisión de Asuntos Editoriales.
- Integrante de la Gran Comisión.